# Liste des objets patrimoniaux culturels dans la république de Carélie

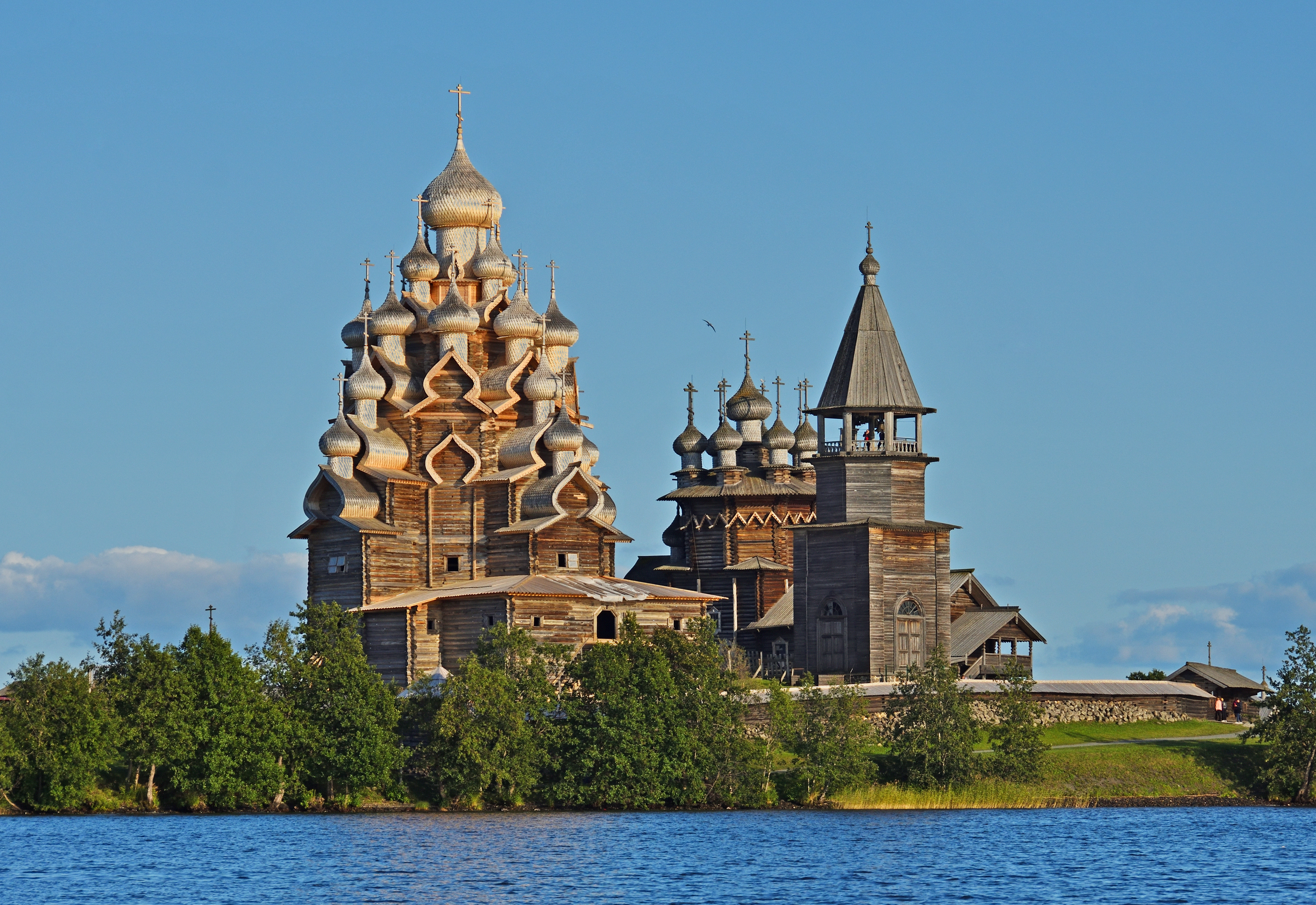
Le pogost de Kiji à Kiji depuis le lac Onéga.

Cet article recense les objets patrimoniaux culturels de la république de Carélie, en Russie.

## Statistiques

### Par subdivision
| Raïons / Villes               | Total | Objets patrimoniaux culturels  | Objets patrimoniaux culturels  | Objets patrimoniaux culturels  | Objets patrimoniaux culturels  | Objets patrimoniaux culturels |
| Raïons / Villes               | Total | Dans le registre d'État unifié | Dans le registre d'État unifié | Dans le registre d'État unifié | Dans le registre d'État unifié | Objets identifiés             |
| Raïons / Villes               | Total | Total du registre              | importance fédérale            | importance régionale           | importance locale              | Objets identifiés             |
| ----------------------------- | ----- | ------------------------------ | ------------------------------ | ------------------------------ | ------------------------------ | ----------------------------- |
| Okroug urbain de Petrozavdosk | 260   | 198                            | 28                             | 168                            | 2                              | 62                            |
| Okroug urbain de Kostomoukcha | 89    | 56                             | 45                             | 11                             |                                | 33                            |
| Raïon de Belomorsk            | 379   | 239                            | 207                            | 32                             |                                | 140                           |
| Raïon de Kalevala             | 164   | 75                             | 46                             | 28                             | 1                              | 89                            |
| Raïon de Kem                  | 219   | 69                             | 47                             | 22                             |                                | 150                           |
| Raïon de Kondopaga            | 261   | 134                            | 103                            | 31                             |                                | 127                           |
| Raïon de Lahdenpohja          | 98    | 36                             | 10                             | 25                             | 1                              | 62                            |
| Raïon de Louhi                | 147   | 66                             | 44                             | 22                             |                                | 81                            |
| Raïon de Medvejiegorsk        | 845   | 594                            | 467                            | 127                            |                                | 251                           |
| Raïon de Mujejärvi            | 165   | 132                            | 90                             | 42                             |                                | 33                            |
| Raïon d'Olonets               | 190   | 94                             | 30                             | 62                             | 2                              | 96                            |
| Raïon de Pitkäranta           | 117   | 71                             | 17                             | 54                             |                                | 46                            |
| Raïon des rives de l'Onega    | 421   | 142                            | 116                            | 26                             |                                | 279                           |
| Raïon de Priaja               | 386   | 237                            | 198                            | 37                             | 2                              | 149                           |
| Raïon de Poudoj               | 398   | 269                            | 211                            | 56                             | 2                              | 129                           |
| Raïon de Segueja              | 75    | 37                             | 20                             | 17                             |                                | 38                            |
| Raïon de Sortavala            | 543   | 389                            | 24                             | 361                            | 4                              | 154                           |
| Raïon de Suojärvi             | 198   | 125                            | 52                             | 73                             |                                | 73                            |
| République de Carélie         | 4955  | 2963                           | 1755                           | 1194                           | 14                             | 1992                          |

### Par catégorie
| Raïons / Villes               | Total | Objets patrimoniaux culturels | Objets patrimoniaux culturels | Objets patrimoniaux culturels | Objets patrimoniaux culturels | Objets patrimoniaux culturels | Objets patrimoniaux culturels |
| Raïons / Villes               | Total | Monuments                     | Monuments                     | Monuments                     | Monuments                     | Lieux d'intérêts              | Ensembles                     |
| Raïons / Villes               | Total | Archéologiques                | Archiecturaux                 | Historiques                   | Artistiques                   | Lieux d'intérêts              | Ensembles                     |
| ----------------------------- | ----- | ----------------------------- | ----------------------------- | ----------------------------- | ----------------------------- | ----------------------------- | ----------------------------- |
| Okroug urbain de Petrozavdosk | 260   | 62                            | 83                            | 85                            | 11                            | 9                             | 10                            |
| Okroug urbain de Kostomoukcha | 89    | 52                            | 28                            | 5                             | 1                             | 1                             | 2                             |
| Raïon de Belomorsk            | 379   | 284                           | 50                            | 35                            | 3                             | 2                             | 5                             |
| Raïon de Kalevala             | 164   | 124                           | 14                            | 23                            |                               | 2                             | 1                             |
| Raïon de Kem                  | 219   | 79                            | 124                           | 10                            | 1                             | 4                             | 1                             |
| Raïon de Kondopaga            | 261   | 191                           | 38                            | 21                            | 2                             | 3                             | 6                             |
| Raïon de Lahdenpohja          | 98    | 51                            | 32                            | 11                            |                               | 4                             |                               |
| Raïon de Louhi                | 147   | 108                           | 11                            | 25                            |                               | 2                             | 1                             |
| Raïon de Medvejiegorsk        | 845   | 494                           | 264                           | 55                            | 2                             | 15                            | 15                            |
| Raïon de Mujejärvi            | 165   | 102                           | 13                            | 44                            | 1                             | 1                             | 4                             |
| Raïon d'Olonets               | 190   | 43                            | 89                            | 42                            | 2                             | 13                            | 1                             |
| Raïon de Pitkäranta           | 117   | 24                            | 27                            | 63                            |                               | 3                             |                               |
| Raïon des rives de l'Onega    | 421   | 275                           | 112                           | 26                            | 1                             | 3                             | 4                             |
| Raïon de Priaja               | 386   | 221                           | 113                           | 41                            | 1                             | 2                             | 8                             |
| Raïon de Poudoj               | 398   | 227                           | 140                           | 13                            |                               | 3                             | 15                            |
| Raïon de Segueja              | 75    | 45                            | 8                             | 17                            |                               | 5                             |                               |
| Raïon de Sortavala            | 543   | 38                            | 404                           | 15                            | 2                             | 4                             | 80                            |
| Raïon de Suojärvi             | 198   | 47                            | 29                            | 107                           | 1                             | 3                             | 11                            |
| République de Carélie         | 4955  | 2467                          | 1579                          | 638                           | 28                            | 79                            | 164                           |